# Archidendron hooglandii
Archidendron hooglandii är en ärtväxtart som beskrevs av Bernard Verdcourt. Archidendron hooglandii ingår i släktet Archidendron och familjen ärtväxter. Inga underarter finns listade i Catalogue of Life.